# 氧化偶氮苯
氧化偶氮苯是一個具有化學式C6H5N(O)NC6H5 的有機化合物。氧化偶氮苯在常壓下是一種黃色低熔點的固體。  氧化偶氮苯分子具有線性的氧化偶氮基C2N2O中心結構。 氧化偶氮苯中的 N-N 和 N-O 鍵長都幾乎相同為1.23Å。

## 製備方式
氧化偶氮苯可由硝基苯的部分還原形成。此還原過程中會生成苯胲以及亞硝基苯等中間產物：
PhNHOH  +  PhNO   →   PhN(O)NPh  +  H2O
另一種生成氧化偶氮苯的方式是由在50℃下乙腈溶劑內藉過氧化氫氧化苯胺生成。在此反應中pH值應控制在8左右以活化過氧化氫的氧化活性而同時避免產生過多氧氣。在此反應機構中，乙腈先被氧化生成亞胺的過氧化物中間產物後，再由此中間產物氧化苯胺生成氧化偶氮苯。

CH3CN + H2O2 → [CH3C(OOH)=NH]
2 PhNH2 + 3 [CH3C(OOH)=NH] → PhN(O)NPh + 3 CH3C(O)NH2 + 2 H2O